# Kinderarbeitsschutzverordnung
Die Verordnung über den Kinderarbeitsschutz, kurz Kinderarbeitsschutzverordnung, KindArbSchV, ist eine deutsche Rechtsvorschrift. Sie konkretisiert die nach dem Jugendarbeitsschutzgesetz für Kinder ab 13 Jahren und Vollzeit schulpflichtige Jugendliche ausnahmsweise zulässigen leichten und für sie geeigneten Arbeiten. 